# 노출된 노드 문제

무선 네트워크에서 노출된 노드 문제(exposed node problem)는 노드가 이웃 송신기의 공동 채널 간섭으로 인해 다른 노드로 패킷을 보내지 못하게 될 때 발생한다. R1, S1, S2, R2로 명명된 4개의 노드 예시를 고려해보자. 여기서 두 수신기(R1, R2)는 서로의 범위 밖에 있지만, 중간에 있는 두 송신기(S1, S2)는 서로의 범위 안에 있다. 이 경우, S1과 R1 간의 전송이 진행 중이라면, S2 노드는 반송파 감지 후 이웃 S1의 전송을 방해할 것이라고 결론 내리기 때문에 R2로 전송하는 것이 방지된다. 그러나 R2는 S1의 범위 밖에 있기 때문에 S2의 전송을 간섭 없이 여전히 수신할 수 있다는 점에 유의해야 한다.
IEEE 802.11 RTS/CTS 메커니즘은 노드들이 동기화되어 있고 송신 노드들의 패킷 크기 및 데이터 전송률이 동일한 경우에만 이 문제를 해결하는 데 도움이 된다. 노드가 이웃 노드로부터 RTS를 청취(listen)했지만 해당 CTS를 직접 청취하지 못하면, 그 노드는 자신이 노출 노드임을 추론하고 다른 이웃 노드로 전송하는 것이 허용된다.
노드들이 동기화되지 않거나 (또는 패킷 크기가 다르거나 데이터 전송률이 다른 경우) 두 번째 송신자가 데이터를 전송하는 동안 송신자가 CTS나 ACK를 청취하지 못하는 문제가 발생할 수 있다.
노출된 노드 문제는 셀룰러 네트워크에서는 문제가 되지 않는다. 셀 간의 전력과 거리가 이를 피하도록 제어되기 때문이다.

## 같이 보기
- 숨겨진 노드 문제
- IEEE 802.11 RTS/CTS
- 무선 충돌 방지 다중 접근 (MACAW)

## 더 읽어보기
- Jayasuriya;  외. “Hidden vs. Exposed Terminal Problem in Ad hoc Networks” (PDF).